# Piet de Pad
Piet de Pad is een personage uit de Nederlandse poppenserie De Fabeltjeskrant. Zoals zijn naam al aangeeft is hij een pad en daarnaast is hij een rasechte handelaar. Zijn bijnaam luidt Piet Patat.
Begin jaren zeventig kwam hij samen met zijn beste vriend Harry Lepelaar naar het Grote Dierenbos om daar patatsliertjes met smots aan de man te brengen. Hij liet Willem Bever een snackbar bouwen genaamd Piet's Smikkelpaleis. Dit was een goedlopende zaak die flink concurreerde met Het Praathuis van Bor de Wolf. Op een dag stak Piet zijn Smikkelpaleis naar aanleiding van een conflict met Juffrouw Ooievaar in brand en vertrok samen met Harry naar het Buitenbos.
Tijdens de tweede serie van De Fabeltjeskrant keerde Piet terug naar het Grote Dierenbos om te genieten van het geld dat hij in het Buitenbos had verdiend. Harry Lepelaar kwam ditmaal niet met hem mee.
Piet sprak met een Stad-Utrechts accent. Zijn stem werd ingesproken door stemacteur Frans van Dusschoten.